# Peinaleopolynoe elvisi
Peinaleopolynoe elvisi (лат.) — вид морских многощетинковых червей (Polychaeta) семейства Polynoidae из отряда Phyllodocida (Aphroditoidea). Северная Америка.

## Этимология
Видовое название P. elvisi дано в честь рок-певца Элвиса Пресли, по причине сходства его радужных нарядов с яркой окраской внешних покровов нового вида.

## Распространение
Глубоководный вид. Северная Америка: Калифорния, Коста-Рика. Встречается на больших глубинах — до 2 км у берегов Коста-Рики и до 1820 м у Калифорнии.

## Описание
Длина тела от 1 до 3 см при ширине от 7 до 15 мм. Тело короткое и широкое, состоит из 21 сегмента; основная окраска золотисто-розово-фиолетовая, внешние покровы переливаются всеми радужными цветами. Peinaleopolynoe elvisi отличается от других представителей рода Peinaleopolynoe тем, что на фаринксе имеется шесть пар краевых папилл (у других видов их семь пар). Кроме того, P. elvisi отличается от своих ближайших родственников P. santacatalina и P. sillardi наличием бранхий, начиная с 3-го сегмента, а не от 2-го сегмента. Также, задний край элитр имеет один макротуберкул по сравнению с несколькими, обнаруженными у других видов. Элитры расположены на 2, 4, 5, 7, 9, 11, 13, 15 и 17-м сегментах. Все экземпляры P. elvisi были найдены на океанском дне и ассоциированы с костями позвоночных (китов, рыб) или утонувшей древесиной.